# Feng Yu
Det här är en artikel om en person med kinesiskt personnamn; Feng är familjenamnet.
Feng Yu (kinesiska: 冯雨), född 30 september 1999, är en kinesisk konstsimmare.

## Karriär
I november 2016 vid asiatiska mästerskapen i Tokyo tog Feng silver tillsammans med Li Mo i det fria parprogrammet samt var en del av Kinas lag som tog silver i det tekniska programmet, fria programmet, highlight och fri kombination. I juli 2017 vid VM i Budapest var hon en del av Kinas lag som tog guld i fri kombination samt silver i både det fria och tekniska programmet.
I augusti 2018 vid asiatiska spelen i Jakarta var Feng en del av Kinas lag som tog guld i lagtävlingen. I juli 2019 vid VM i Gwangju var hon en del av Kinas lag som tog silver i både det tekniska och fria programmet samt i fri kombination.
I augusti 2021 var Feng en del av Kinas lag som tog silver i lagtävlingen vid OS i Tokyo. I juni 2022 vid VM i Budapest var hon en del av Kinas lag som tog guld i både det tekniska och fria programmet.
I juli 2023 vid VM i Fukuoka var Feng en del av Kinas lag som tog guld i både det fria lagprogrammet och det akrobatiska lagprogrammet. I oktober 2023 vid asiatiska spelen i Hangzhou var hon en del av Kinas lag som tog guld i lagtävlingen.
I februari 2024 vid VM i Doha var Feng en del av Kinas lag som tog guld i det akrobatiska, det fria samt det tekniska lagprogrammet. Vid olympiska sommarspelen 2024 i Paris var hon en del av Kinas lag som tog guld i lagtävlingen. Vid VM 2025 i Singapore var Feng en del av Kinas lag som tog guld i det fria, tekniska och akrobatiska lagprogrammet.